# 사냐 로페스
사냐 로페스(Sanya Lopez, 1996년 8월 9일~)는 필리핀의 배우이다.